# Allan Jay
Allan Louis Neville Jay, MBE (* 30. Juni 1931 in London; † 5. März 2023) war ein australisch-britischer Fechter.

## Erfolge
Allan Jay, in London geboren, verbrachte die meiste Zeit seiner Kindheit in Australien. Sein Vater fiel 1943 im Zweiten Weltkrieg. Von 1944 bis 1948 besuchte er eine Schule in England, wobei die Familie noch in Australien lebte. Nach 1950 studierte er Recht an der University of Oxford und arbeitete anschließend als Solicitor. Er war parallel als Funktionär beim Fechtweltverband tätig.
Er gewann bei Weltmeisterschaften mehrere Medaillen: Zunächst sicherte er sich drei Bronzemedaillen, die er 1955 in Rom mit der Florett-Mannschaft sowie 1957 in Paris im Florett und im Mannschaftswettbewerb mit dem Degen erfocht. In Budapest wurde er 1959 als erster Brite mit dem Florett Weltmeister und mit dem Degen Vizeweltmeister. Eine weitere Silbermedaille folgte 1965 mit der Degen-Equipe.
Fünfmal nahm er an Olympischen Spielen teil. 1952 in Helsinki schied er in sämtlichen Disziplinen in der Vorrunde aus. Vier Jahre darauf in Melbourne schied er mit dem Degen erneut in der Vorrunde aus, während er mit dem Florett als Vierter knapp eine Medaille verpasste. In den Mannschaftswettbewerben wurde er mit dem Säbel Siebter, mit dem Florett Fünfter und mit dem Degen nochmals Vierter. Erfolgreicher verliefen anschließend die Olympischen Spiele 1960 in Rom, bei denen Jay sowohl in der Einzel- als auch in der Mannschaftskonkurrenz mit dem Degen jeweils Silber gewann. Mit der Florett-Equipe wurde er Fünfter, im Einzel war erneut in der Vorrunde Schluss. Bei den Olympischen Spielen 1964 in Tokio blieben weitere Erfolge aus, in allen vier Disziplinen belegte er hintere Plätze. Auch 1968 in Mexiko-Stadt schied er mit der Florett-Equipe in der Vorrunde aus, es war seine einzige Konkurrenz, an der er teilnahm.
Im Laufe seiner Karriere gewann Jay sechs Goldmedaillen bei Makkabiaden sowie sieben Goldmedaillen bei Commonwealth Games. Bei den Spielen 1950 in Auckland war er dabei noch für Australien angetreten. 1952, 1959 und 1960 wurde er mit dem Degen, 1963 mit dem Florett britischer Meister. 1985 wurde er in die International Jewish Sports Hall of Fame aufgenommen. Er war verheiratet und hatte zwei Kinder.